# 甲酸镓
甲酸镓是一种化合物，化学式为Ga(HCOO)3，它可溶于水，可以分解为氧化镓。它可以氢化镓或氨基镓为原料反应得到。氢氧化镓和甲酸的反应只能得到碱式盐Ga(O2CH)(OH)2。碳酸镓和甲酸反应，得到的是甲酸镓二氧化碳包合物Ga(HCOO)3·0.75CO2·0.25H2O·0.25HCOOH。